# Chasseurs, sachez chasser !
Pour plus de détails, voir Fiche technique et Distribution.
Chasseurs, sachez chasser ! (Hold That Lion!) est un film muet américain réalisé par William Beaudine, sorti en 1926.

## Synopsis
Tombé amoureux de la jolie Marjorie Brand, le jeune citadin Daniel Hastings la suit chez elle, pour découvrir qu'elle est sur le point de se lancer dans une expédition de chasse en Afrique avec son père. Imperturbable, Daniel poursuit la jeune fille à l'autre bout du monde, la rattrapant finalement sur le continent africain. Espérant impressionner Marjorie, Daniel parie avec un chasseur qu'il capturera un lion et le ramènera vivant. Avec l'aide de son pote Dick, Daniel se dirige hardiment vers le pays des lions. Mais ce n'est que lorsqu'il se retrouve face à face avec l'un de ces fauves qu'il commence à réfléchir à la sagesse de son pari.

## Fiche technique
- Titre original : Hold That Lion!
- Réalisation : William Beaudine
- Scénario : Joseph F. Poland, d'après une histoire de Rosalie Mulhall
- Photographie : Jack MacKenzie
- Société de production : Douglas MacLean Productions
- Pays d'origine :  États-Unis
- Format : Noir et blanc — 35 mm — 1,33:1 — Muet
- Genre : Comédie
- Durée : 60 minutes
- Date de sortie :  États-Unis : 4 septembre 1926

## Distribution
- Douglas MacLean : Jimmie Hastings
- Walter Hiers : Dick Warren
- Constance Howard : Marjorie Brand
- Cyril Chadwick : H. Horace Smythe
- Wade Boteler : Andrew MacTavish
- George C. Pearce : Professeur Brand